# Ácido gamma-linolénico
El ácido gamma-linolénico (GLA) es un ácido graso esencial de la serie ω-6 (omega 6). Actualmente, el GLA se obtiene comercialmente a partir de plantas como la borraja (Borago officinalis) y la onagra (Oenothera biennis). Dichas especies se cultivan para la obtención del aceite de su semilla.
También está presente en el lucumo (Pouteria lucuma).